# Here we go!
「Here we go!」（ヒア・ウィ・ゴー）は、日本のロックバンド・ミサイルイノベーションの2作目のシングル。

## 概要
- 前作「踊ろよハニー」から約3か月ぶりにして、アルバム『BE A MAN』からの先行シングル。
- 表題曲はテレビアニメ『capeta』のエンディングテーマに起用された。

## 収録曲
| 全編曲: ミサイルイノベーション。 |                                |        |        |
| #                                | タイトル                       | 作詞   | 作曲   |
| 1.                               | 「Here we go!」                | 大渡亮 | 大渡亮 |
| 2.                               | 「Shout!!!」                   | 林由恭 | 林由恭 |
| 3.                               | 「Here we go! -instrumental-」 |        | 大渡亮 |

### 解説
1. Here we go!
2. Shout!!!
唯一林由恭が制作した楽曲。
3. Here we go! -instrumental-
表題曲のインストゥルメンタルバージョン。

## タイアップ
- テレビ東京系列アニメ『capeta』3代目エンディングテーマ (#1)

## 収録アルバム
- BE A MAN (#1)